# Пристань (Боровицький район)
Пристань (рос. Пристань) — присілок у Боровицькому районі Новгородської області Російської Федерації.
Населення становить 57 осіб. Належить до муніципального утворення Сушанське сільське поселення.

## Історія
До 1927 року населений пункт перебував у складі Новгородської губернії. У 1927-1944 роках перебував у складі Ленінградської області.
Орган місцевого самоврядування від 2010 року — Сушанське сільське поселення.

## Населення
| 2010 |
| ---- |
| 57   |